# Мара (Италия)
Вижте пояснителната страница за други значения на Мара.
Ма̀ра (на италиански и на сардински: Mara) е село и община в Южна Италия, провинция Сасари, автономен регион и остров Сардиния. Разположено е на 258 m надморска височина. Населението на общината е 688 души (към 2010 г.).